# Barmsko-siamská válka (1785–1786)
Barmsko-siamská válka (1785–1786), známá v Thajsku jako válka devíti armád (jelikož Barmánci přišli v devíti armádách), byla první válka mezi říší barmské dynastie Konbaung a siamským královstvím Rattanakosin (dnešní Thajsko) pod královským rodem Čakríů. Válka probíhala v době, kdy v českých zemích vládl Josef II.

## Předehra

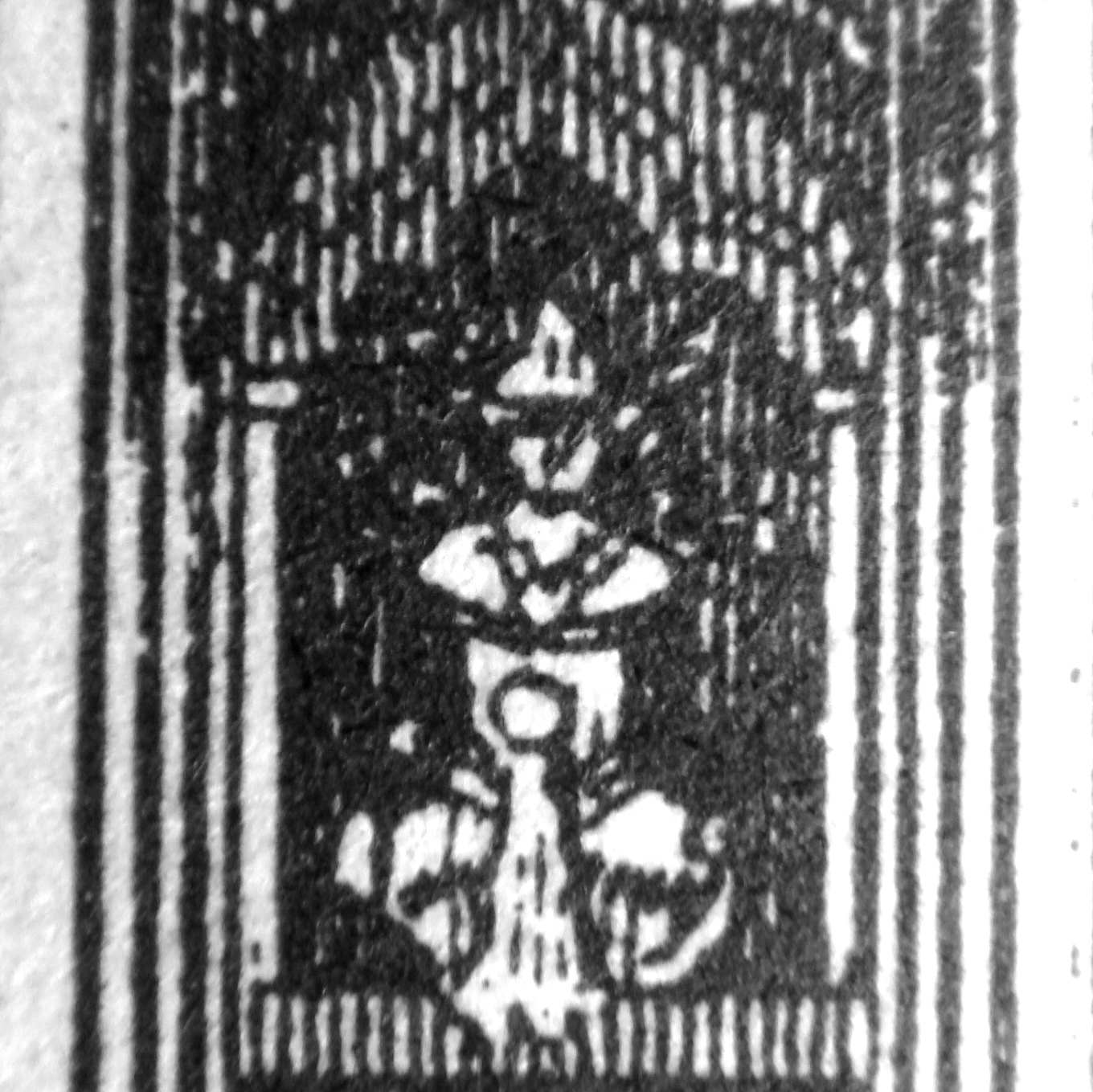
Obraz krále Bodawpaye v paláci Amarapura (britská ambasáda), 1795.

Obě království byly tradičními rivaly v západní oblasti jihovýchodní Asie. Roku 1767 Barma vtrhla do Ajutthajského království, v té době nově založeného dynastií Konbaung. Barmská armáda dobyla Siam, avšak následně siamský král Taksin Barmánce vyhnal. Do roku 1774 se Thajcům podařilo získat většinu původně siamského území. Roku 1782 se Chao Phraya Chakri stal rattanakosinským (neboli siamským) králem známým jako Ráma I., který založil dynastii Čakríů. V téže době barmský král Bodawpaya dobyl království Mrauk-U v oblasti Arakanu.

## První fáze války

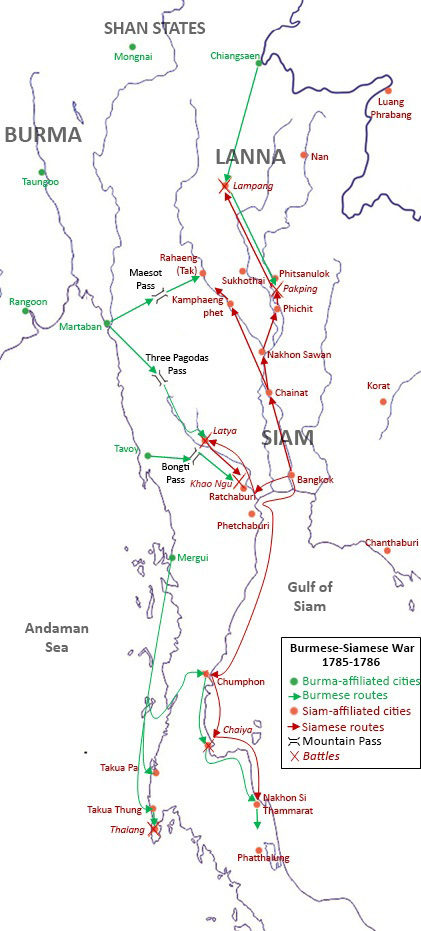
Zelená barva označuje postup barmské armády a barmská města, červená naopak siamská města a postup siamské armády

V červenci roku 1785 zaútočil barmský král s 10 000 muži Bodawpaya na Siam. Postupně barmskou armádu dostihl nedostatek zásob, jelikož nedokázala dostatečně rychle přesouvat zásoby, z čehož barmský král obvinil vojevůdce jménem Mingyi Mingaung Kyaw a v listopadu 1785 nařídil ho zatknout.
V listopadu 1785 Thajci zatkli tři barmské muže, z nichž jim jeden prozradil, že Barma chystá rozsáhlou invazi z více směrů. Siamský král svolal sněm knížat a ministrů do hlavního města Bangkoku. Thajci vyslali do Barmy muže jménem Nga Gan s cílem, aby tam vyjednal mír, který však barmský král Bodawpaya odmítl uzavřít. Následně byla z Bangkoku zaslána varování do ohrožených měst v příhraničí s Barmou.

## Druhá fáze války

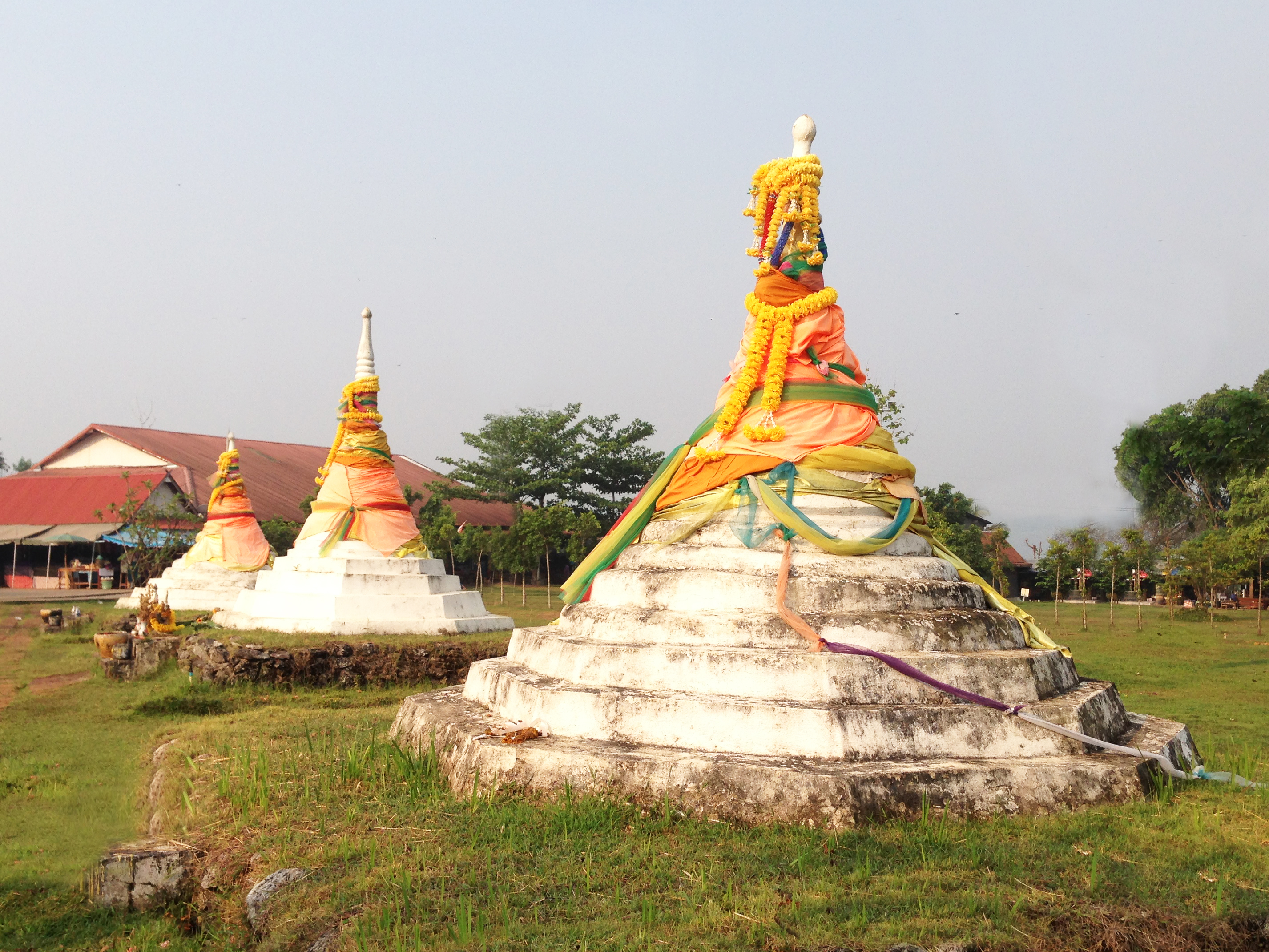
Průsmyk Tří pagod byl jedním z klíčových míst, kudy barmská armáda vstoupila do Siamu

Po první barmské porážce vybudoval barmský král 9 armádních sborů, které na Thajsko zaútočily z pěti směrů. Celkem bojovalo 144 000 mužů. Thajsku se podařilo shromáždit jen 70 000 válečníků, přičemž se soustředili na severní a západní frontu, zatímco jižní fronta zůstala takřka bez ochrany.
Hlavní barmský útok začal v prosinci 1785. Barmánci útočili na rozsáhlém území, které se rozprostíralo ze severu přibližně od města Tak na severu Thajska až po Malajský poloostrov na jihu Thajska.

### Fronta Kanchanaburi
Thajský princ Prince Maha Sura Singhanat se 30 000 muži vyrazil z Bangkoku na západní hranici. Prvním větším střetnutím byla bitva u Lat Ya ve střední části západní thajské hranice, v níž obě strany použily bitevní věže i děla. Ani jedné straně se nepodařilo prolomit frontu. Situace dlouho zůstávala patová, barmské síly však opět trpěly nedostatek zásob, a tak se siamské armádě podařilo v únoru 1786 prolomit frontu a barmská armáda se musela stáhnout.

### Fronta Ratchaburi

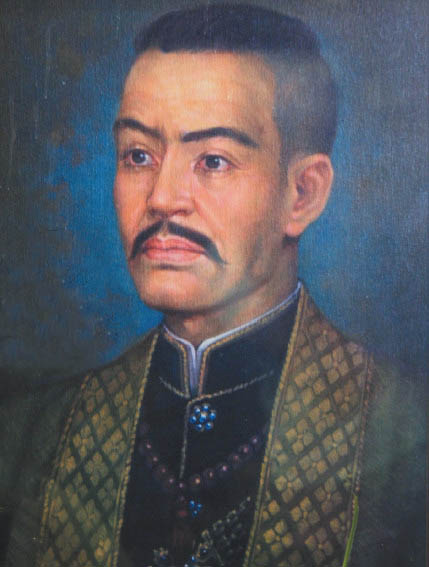
Siamský princ Maha Sura Singhanat, hlavní vojevůdce siamské armády, který se účastnil bojů na více frontách. Byl mladším bratrem tehdejšího siamského krále Rámy I.

Probíhala též na barmsko-siamské hranici, jižně od předchozí uvedené fronty. Barmské armádě se nejprve podařilo proniknout do thajského území, za což žádal princ Maha Sura Singhanat po králi popravu siamského vojevůdce jménem Chao Phraya Thamma, což král Ráma I. odmítl a dal mu milost. Poté, co se na tuto frontu přesunula armáda prince, byla barmská armáda zatlačena.

### Severní fronta

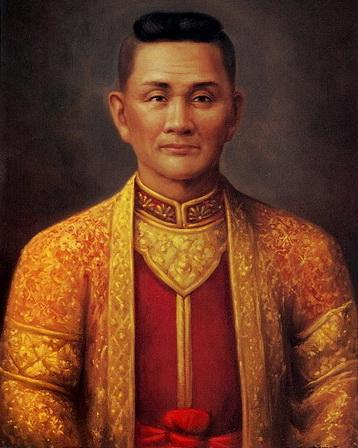
Princ Kawila bránil severothajské město Lampang proti barmskému obléhání po dobu čtyř měsíců v letech 1785–1786, dokud nepřišla na pomoc další část siamské armády. Kawila se poté stal králem Čiang Mai v severním Thajsku.

Probíhala v severozápadním Thajsku. Začala v prosinci 1785 barmským útokem na samostatné království Lanna na severu dnešního Thajska, barmská armáda oblehla město Lampang, které se však ubránilo. Guvernéři měst Sawankhalok, Sukhothai a Phitsanulok nebyli schopni včas postavit armádu, a tak města evakuovali.
Princ Kawila bránil severothajské město Lampang proti barmskému obléhání po dobu čtyř měsíců v letech 1785-1786, dokud nepřišla na pomoc další část siamské armády. Kawila se poté stal králem Čiang Mai v severním Thajsku.
Mnoho obětí si vyžádala dlouhodobá bitva o Pakphing, které se osobě zúčastnil i siamský král Ráma I. a skončila vítězstvím Siamu a ústupem barmské armády.

### Fronta Thalang (sever Malajského poloostrova)

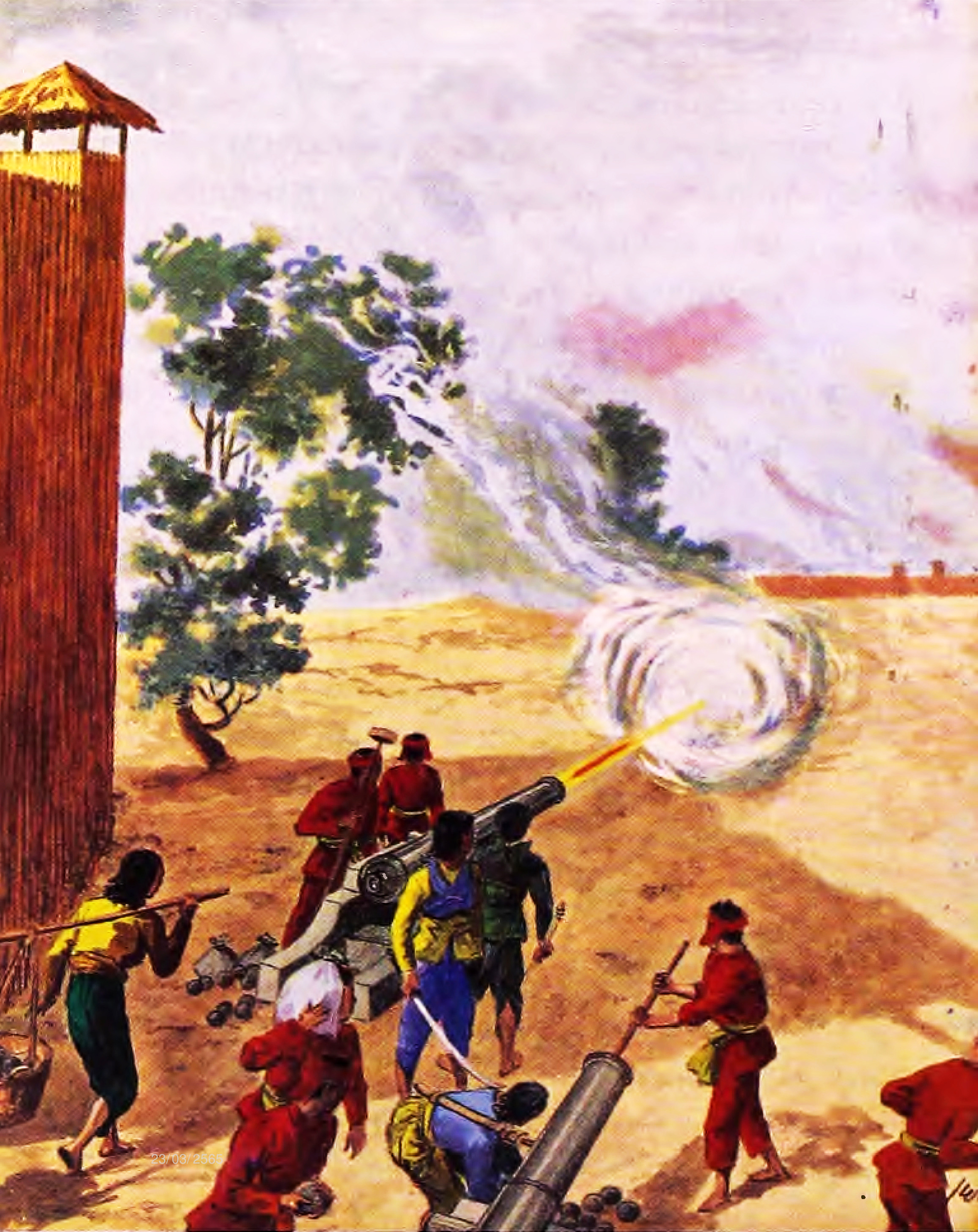
Obrana Thalangu vedená sestrami Chan a Mook

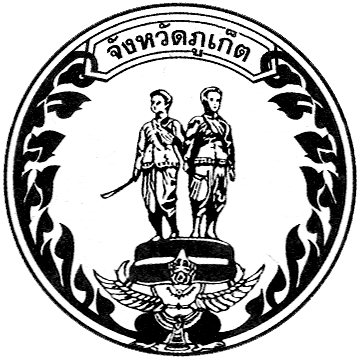
Chan a Mook na pečeti provincie Phuket

Barmský vojevůdce Maha Thiri Thihathu vyplul s flotilou 10 000 mužů z Merqui. Cílem bylo dobýt Phuket na Malajském poloostrově. V únoru 1786 barmský vojevůdce Wungyi oblehl Thalang neboli Phuket. Phuket neměl z důvodu smrti guvernéra žádného správce. Obranu města organizovaly sestry Chan a Mook, které jsou dodnes v Thajsku považovány za národní hrdinky. Po měsíci neúspěšného obléhání nařídil 13. března 1786 ústup.

### Jihothajská fronta
Barmská armáda překročila pohoří Tenasserim. Obyvatelé jihosiamských měst Chumphon, Chaiya a Ligor kvůli nedostatku vojáků uprchli, například do džungle. Barmský vojevůdce Maha Thiri Thihathu rychle postupoval podél pobřeží Thajského zálivu. První větší střet proběhl u Phatthalungu, kde místní obyvatele vedl buddhistický mnich Chuai načež přišly posily z Bangkoku, hlavního města Siamu.
V březnu 1786 vyplul na jih princ Maha Sura Singhanat s flotilou 20 000 mužů z Bangkoku. Po vylodění siamská armáda obklíčila barmské pozice, ovšem v důsledku silných dešťů nefungovaly siamské kanóny. 
Závěrečná bitva proběhla o město Chaiya na Malajském poloostrově, které o několik měsíců dříve bez boje dobyla barmská armáda. Chaiya byla osvobozena a barmská armáda uprchla na západ. Barmská armáda se pokusila o novou ofenzivu s cílem dobýt Bangkok, tu však siamská armáda rychle zastavila daleko na západ od siamského hlavního města.

### Válka Tha Din Daeng
V září 1786 se barmský král naposledy pokusil o ofenzivu. Obrany Siamu se osobě účastnil siamský král. Válka skončila v březnu 1787 drtivou porážkou barmské armády u jihothajského města Kanchanaburi.

## Závěr
Mnoho úspěšných bojovníků bylo králem Rámou I. povýšeno, např. mnich Chuai se stal guvernérem Phatthalungu.
Ze Siamu se postupem času stala regionální velmoc, zejména v první polovině devatenáctého století. Kromě dnešního Thajska ovládal Laos, Kambodžu (o které soupeřil s Vietnamem) a část pevninské Malajsie. Později v konfliktu s Francií ztratil ve prospěch Francie Laos a Kambodžu a po konfliktu s Velkou Británií v její prospěch území v dnešní Malajsii. 
Barma se po třech prohraných válkách s Británií dostala pod její nadvládu, naopak Siam se nikdy kolonií Evropanů nestal. Mezi světovými válkami se přejmenoval na Thajsko dle názvu nejpočetnějšího národa v zemi.